# Don Sanche ou le château d’amour
 (juin 2023).
Si vous disposez d'ouvrages ou d'articles de référence ou si vous connaissez des sites web de qualité traitant du thème abordé ici, merci de compléter l'article en donnant les références utiles à sa vérifiabilité et en les liant à la section « Notes et références ».
Don Sanche, ou Le château de l'amour, S.1, est un opéra en un acte composé en 1824-25 par Franz Liszt dans son adolescence, basé sur un livret de Emmanuel Théaulon et de Jacques-François de Rancé, lui-même basé sur une histoire de Jean-Pierre Claris de Florian. Durant 30 ans, il était considéré comme perdu jusqu'à sa redécouverte en 1903. La première représentation moderne a eu lieu en 1977, 74 ans après sa redécouverte.

## Histoire

### Composition
L'opéra apparaît avoir été terminé dès septembre 1824. Le 20 juin 1825, Liszt présente une ouverture dans son deuxième concert à Birmingham ; il s'agit probablement celle de Don Sanche, car aucune autre ouverture n'a été créée par Liszt durant cette période[réf. nécessaire]. Le manuscrit contient plusieurs passages qui rappellent le style de son professeur de composition Ferdinando Paër, qui a aidé Liszt pour l'orchestration. Liszt a reçu 170 francs pour son opéra (environ 2 100 $ en 2016). Plus tard dans les années 1840, Liszt essayera de poursuivre une carrière de compositeur d'opéra. Il esquisse d'autres opéras mais n'en termine aucun. Parmi ceux-ci se trouve une œuvre dans un style italien intitulée Sardanapale, dont existent 111 pages esquissées.

### Première
La première de Don Sanche a eu lieu à la Salle Le Peletier de l'Opéra de Paris le 17 octobre 1825 avec Rodolphe Kreutzer comme chef d'orchestre[réf. nécessaire].

### Réception
Les avis étaient mitigés. En 1826, l'Almanach des spectacles déclare que cette œuvre devait être jugée avec indulgence. En réponse à sa biographe, qui lui parlait de son opéra, Liszt répondit que si l'opéra perdu revenait un jour à la lumière il ne mériterait pas d'être publié, « n'étant rien, il resta rien ». L'opéra ne fut pas bien reçu, et seules 4 performances eurent lieu. L'opéra ne fut pas rejoué pour plus de 150 ans.

### Redécouverte
On croyait que le manuscrit avait été détruit dans le feu de 1873 dans la salle Peletier. Toutefois, en 1903, l'érudit Jean Chantavoine trouva le manuscrit entre deux volumes dans la librairie du palais Garnier. La partition n'est pas copiée de la main de Liszt et contient nombre de marquages répétitifs qui rappellent Paer. Cela mena Émile Haraszti, un critique musical, à déclarer que l'opéra n'était pas du tout de la main de Liszt mais une œuvre de Paër seulement. Il ne pouvait pas croire qu'un enfant de 13 ans puisse produire une œuvre relativement raffinée. De toute façon, Adam Liszt a divulgué tellement de détails à Carl Czerny à propos de l'opéra en cours de son fils que de telles déclarations sont absurdes[non neutre].
Depuis sa découverte, il y a eu peu de représentations de l'opéra. La première moderne eut lieu le 20 octobre 1977 au théâtre collégial de Londres. Jusqu'à maintenant, la partition de l'opéra n'a pas été publiée, et seuls quelques microfilms du manuscrit sont en circulation dans diverses librairies d’Europe et des États-Unis. La partition originale est conservée à la Bibliothèque-musée de l'Opéra à Paris.

## Rôles
| Rôle             | Type de voix             | Première distribution, 17 octobre 1825 (chef d'orchestre : Rodolphe Kreutzer) |
| ---------------- | ------------------------ | ----------------------------------------------------------------------------- |
| Don Sanche       | ténor                    | Adolphe Nourrit                                                               |
| Princesse Elzire | soprano ou mezzo-soprano | Caroline Grassari                                                             |
| Alidor           | baryton                  | M. Prevost                                                                    |
| Un page          | soprano                  | Mademoiselle Jawureck                                                         |
| Zelis            | soprano ou mezzo-soprano | Mademoiselle Frémont                                                          |
| Une dame         | soprano                  |                                                                               |
| Un chevalier     | ténor                    |                                                                               |

## Synopsis

### Première partie
La nuit, la pleine lune dessine la silhouette d'un château gothique, le Château de l'amour.
Un chant pastoral d'invitation se fait entendre de la joyeuse compagnie à l'intérieur du château. Ici, le domaine et le rang ne comptent pas et les chants des paysans et des nobles se mêlent dans le cœur des couples amoureux. Le chevalier Don Sanche arrive mais un page barre son chemin à la porte du château car seuls des couples peuvent entrer dans ce château où l'amour est obligatoire. Don Sanche raconte ce qui pèse lourdement sur son cœur : la belle princesse Elzire est cruelle et ne lui retourne pas son affection. La marche légère du page et du chœur ne promet pas beaucoup d'espoir au chevalier désespéré et Don Sanche joue presque avec la pensée du suicide.
Alidor, seigneur du château, arrive. Il dit comment il a fait construire ce château comme un monument à l'amour, en gratitude envers la destinée pour lui avoir assigné de nombreux rendez-vous amoureux heureux. Alidor, qui est aussi magicien, voit le futur d'Elzire: la fille va choisir un jeune homme de sang royal pour mari. La jalousie et le désir de se battre sont réveillés chez Don Sanche et il chante un duo colérique avec Alidor. Pendant ce temps il apprend d'Alidor que la princesse est sur le route de la Navarre. Le magicien promet de lui faire changer sa route. Alidor est laissé seul et, pendant que le ciel s'ennuage, il donne l'ordre aux esprits de provoquer un orage avant qu'Elzire n'approche avec sa suite.
Les villageois sont effrayés de l'orage dévastateur. Pendant que la tempête se calme, Elzire et Zelis, sa dame d'honneur, cherchent refuge dans le château de l'amour, mais elles sont arrêtées par le page qui leur explique les règles du jeu en chanson. Elzire et Zelis expriment leur horreur face à l'ordre strict. Il n'y a rien à faire : Elzire et sa suite ne peuvent entrer même si c'est la nuit et si l'orage fait rage. Le page a une idée pour les faire entrer.Il parle de Don Sanche à la princesse, car il est follement amoureux d'elle, mais elle ne veut rien savoir.
L'orage recommence à se déchaîner, le page entre dans le château et le pont-levis est levé. Les hommes d'Elzire trouvent refuge dans la forêt. Zelis reproche à sa dame sa froideur et sa fierté et explique ce qui s'est passé avec la revanche de l'amour. Un chevalier appelé Romuald harcèle la princesse Elvire avec son amour et il s'avère également que c'était en Navarre qu'Elrize espérait rencontrer son mari prévu. On apprend d'Elrize que ce héros inconnu et futur mari est ce qui l'a poussé a refuser Don Sanche, même si la figure du héros n'est encore apparue que dans les rêves de la princesse. Zelis pense qu'il serait mieux d'accepter le service amoureux de Don Sanche, d'autant plus que la nuit est glaciale. Don Sanche arrive mais Elzire demeure ferme comme un roc. Alidor apparaît sur la terrasse du château et fait apparaître un banc de gazon avec sa baguette. La princesse, fatiguée, s'étend sur le matelas feuillu et sombre dans le sommeil. Éclairé par la même lune rêveuse et berçante, Don Sanche chante une berceuse à sa bien-aimée.L e jeune homme rêve aussi que sa femme récompense son amour.
Le groupe revient dans les salles secrètes du château. Le chœur annonce l'arrivée du cavalier maléfique Romuald, qui ne perd pas de temps à demander la main de la princesse, allant jusqu'à utiliser la violence. Don Sanche ne peut pas tolérer cela et les deux chevaliers sortent leur épée. Alors que Don Sanche se bat pour la dame qu'il aime si désespérément, Elzire est submergée par le remords et la sympathie pour le brave chevalier, ce qui éveille lentement son amour. Sa prière à Cupidon est une prière de repentir et une confession d'amour 
Don Sanche est mortellement blessé au combat et son dernier souhait est de faire ses adieux à la vie aux côtés de sa bien-aimée. Le héros blessé est transporté près d'Elzire au son d'une marche funèbre. Dans une décision soudaine, la princesse dit à Zelis de demander à entrer dans le château de l'amour car elle est prête à donner sa propre vie à Don Sanche en échange de la sienne. Le page cède à la demande d'Elzire. Il s'avère que le rôle du méchant Romuald a été joué par Alidor le magicien et que le combat et la blessure mortelle étaient une épreuve d'amour. Elzire et Don Sanche se jurent un amour éternel et le peuple, avec les heureux couples amoureux, glorifient avec jubilation le triomphe de l'amour.

## Airs notés
- " Aimer, aimer voilà " - Don Sanche dans la partie I, scène III[2]

## Enregistrements
- Tamás Pál dirigeant l'Orchestre et le Chœur de l'Opéra d'État hongrois, avec Gérard Garino, Julia Hamari, István Gáti, Katalin Farkas, Iidiko Komlósi, Mária Zádori et Gábor Kállay ( Hungaroton, 1986).